# Чхачханьтхэн
Чхачханьтхэн (буквально: «чайный ресторан») — разновидность дешёвых заведений быстрого общественного питания, распространённая в Большом Китае, в особенности в Гонконге, Макао, Тайване и Гуандуне. Считаются неотъемлемой частью гонконгского образа жизни. В чхачханьтхэнах обычно крайне разнообразное меню, включающее десятки блюд. В этих заведениях подают эклектичные блюда, представляющие собой смесь европейской и китайской кулинарных традиций. Другая особенность этих заведений — необычные напитки: «юаньян» — смесь кофе, чая и сгущённого молока; варёная кока-кола с имбирём; холодный кофе с лимоном. Вместе с гонконгской диаспорой чхачханьтхэны распространились в Канаде, США и других странах.

## История
В ранний колониальный период в гонконгских дорогих ресторанах подавали только западные блюда, причём большинство таких заведений не обслуживало местное население. Западная еда была роскошью. После Второй мировой войны гонконгская культура испытала сильное влияние британской — местные жители стали пить чай и есть булочки. В 1950—1960 годах появились первые чхачханьтхэны, в которых подавали недорогие блюда с европейским колоритом.
В 2007 году законодательный совет Гонконга получил предложение о том, чтобы подать заявку в ЮНЕСКО на рассмотрение чхачханьтхэнов как объектов нематериального культурного наследия; 70 % гонконгцев поддерживают данное предложение.
В июне 2009 года гонконгский розничный дизайнерский магазин Goods of Desire вместе со Starbucks открыл заведение «Bing Sutt Corner» в своём магазине на Данделл-стрит. Интерьер «Bing Sutt Corner» вдохновлён чхачханьтхэнами.

## Примеры блюд

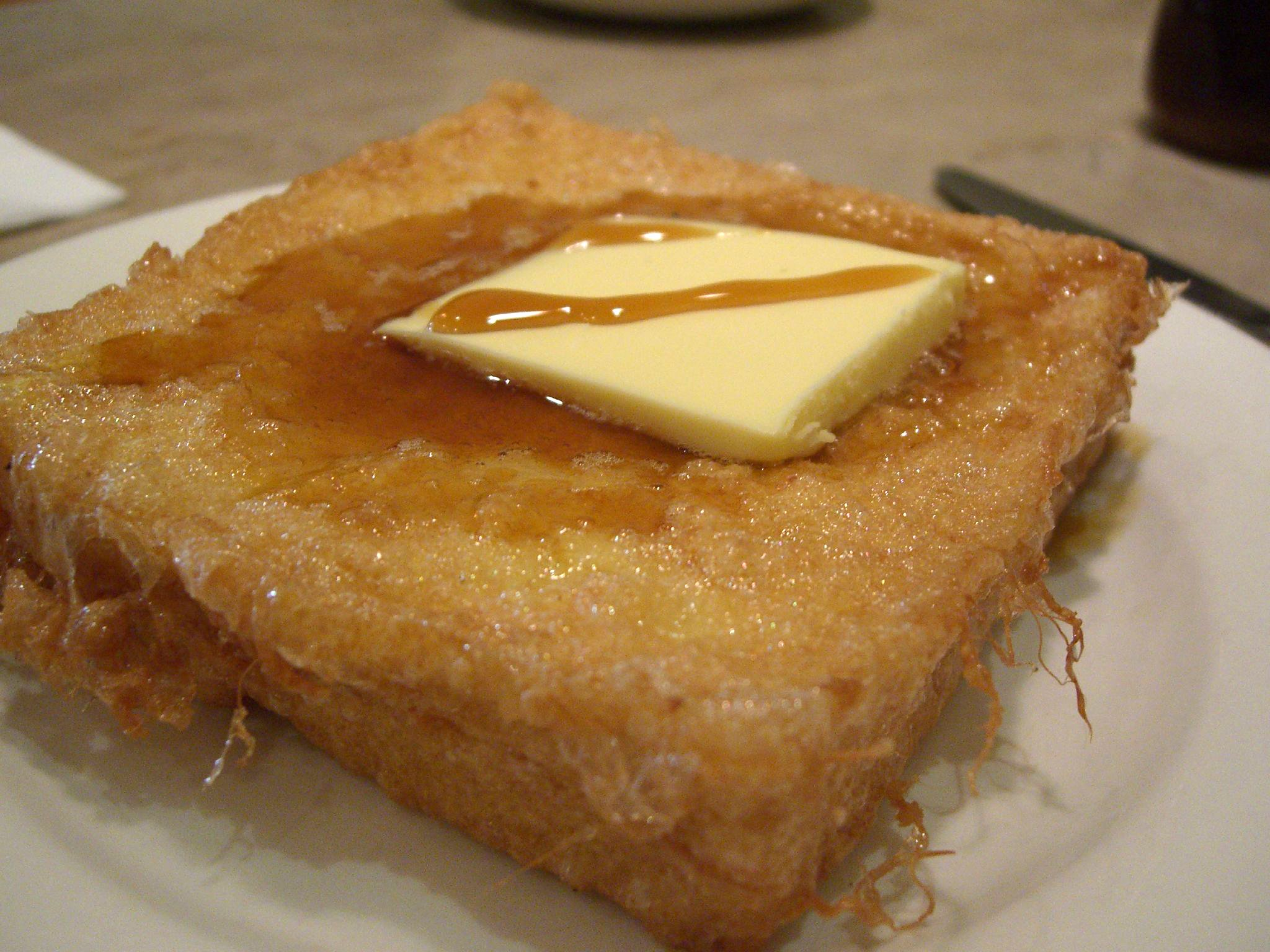
Гренки по-гонконгски

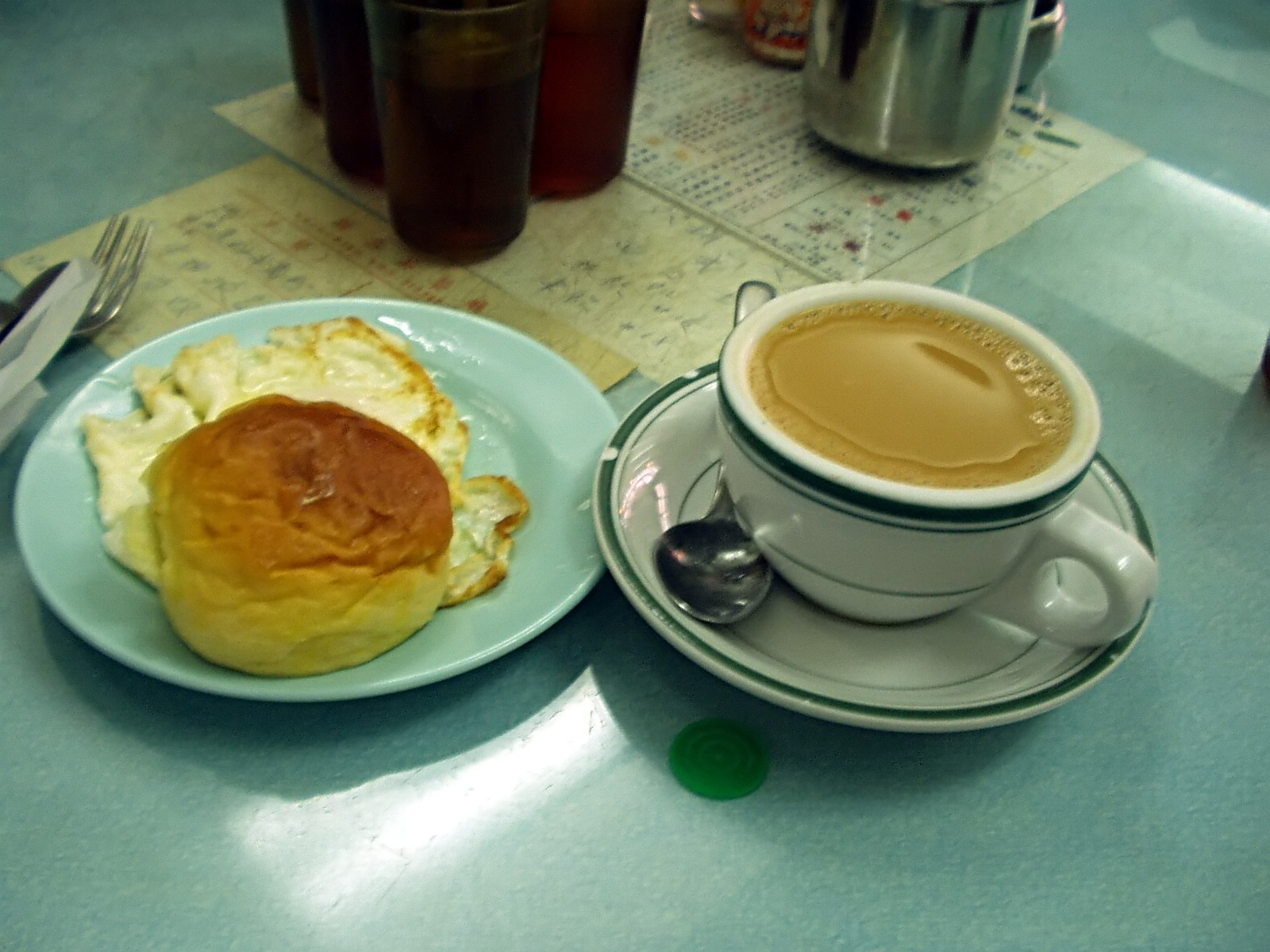
Типичный завтрак: омлет, булочка и чай с молоком

- Чай, кофе, в том числе горячие, холодные, с молоком или лимоном[3];
- смесь кофе с чаем и сгущённым молоком;
- Ovaltine[англ.] (молочный продукт с солодом, сахаром и молочной сывороткой)[3];
- Horlicks[англ.] (молочный продукт с солодом и пшеничной мукой)[3];
- гренки особого рода: намазанный арахисовым маслом хлебец, жареный в масле, политый сиропом и с кубиком маргарина сверху[6][3];
- разнообразные сэндвичи из белого хлеба, в том числе поджаренные с начинкой из кокосового джема, с яйцом, с яйцом и говядиной, с тунцом[3];
- булочки[3];
- стейки[6];
- рис, запечённый с сыром[5]
- цзунцзы[2]
- поджаренная лапша быстрого приготовления[2] или поджаренное спагетти[5], может подаваться с куриной котлетой или другим мясом, зелёным луком и политая соевым соусом с имбирём[3];
- суп с макаронами-рожками и ветчиной[4][5];
- свинина с яблочным соусом[10];
- борщ, обычно без свёклы[3];
- томатный суп с мясом, яйцом и лапшой[3].

Бесплатный слабый чай предлагается посетителям сразу же; некоторые посетители полощут в нём приборы.
Кроме отдельных блюд, в чхачханьтхэнах можно заказать готовые обеды; напитки при этом часто оплачивают отдельно.